# Sinbad (acteur)
Pour les articles homonymes, voir Sinbad et Adkins.
David Adkins, né le 10 novembre 1956 à Benton Harbor, (Michigan), plus connu sous son nom de scène Sinbad, est un acteur, humoriste de stand-up et producteur américain. Il s'est fait connaître vers la fin des années 1980 et dans les années 1990 en jouant dans plusieurs séries télévisées et en tenant le premier rôle dans des films familiaux : Houseguest, First Kid et La Course au jouet.

## Biographie
Il est né le 10 novembre 1956 à Benton Harbor, Michigan, de Louise et d'un pasteur baptiste, le Dr Donald Beckley Adkins Sr. .

## Filmographie
(juin 2025).

### Acteur
- 1986 : The Redd Foxx Show (série télévisée) : Byron Lightfoot
- 1987 : Keep on Cruisin' (série télévisée) : Co-Host
- 1989 : That's Adequate : Stand-up Comic
- 1986-1989 : A Different World (série télévisée) : Coach Walter Oakes
- 1990 : Sinbad: Brain Damaged (TV)
- 1991 : L'Équipe de casse-gueule (en) (Necessary Roughness) de Stan Dragoti : Andre Krimm
- 1992 : Time Out: The Truth About HIV, AIDS, and You (vidéo) : Condom
- 1993 : Coneheads de Steve Barron : Otto
- 1993 : Meteor Man : Malik, Stacy's Boyfriend
- 1994 : Aliens for Breakfast (TV)
- 1995 : Happily Ever After: Fairy Tales for Every Child (série télévisée) : The Frog Prince (unknown episodes)
- 1995 : Houseguest de Randall Miller : Kevin Franklin
- 1996 : L'Incroyable Voyage 2 : À San Francisco (Homeward Bound II: Lost in San Francisco) de David Richard Ellis : Riley (voix)
- 1996 : Président junior (First Kid) de David M. Evans : Sam Simms
- 1996 : La Course au jouet (Jingle All the Way) de Brian Levant : Myron Larabee
- 1996 : The Cherokee Kid (en) de Paris Barclay (TV) : The Cherokee Kid / Isaiah Turner
- 1997 : Good Burger : Mr. Wheat
- 1998 : Soul Music Festival: Part IV (TV) : Host
- 1999 : Soul Music Festival: Part 5 (TV) : Host
- 2000 : La Confiance des chevaux (Ready to Run) (TV) : Voice of 'Hollywood Shuffle'
- 2000 : New York, unité spéciale (saison 1, épisode 16) : PD Trax
- 2001 : New York, unité spéciale (saison 3, épisode 10) : avocat de la défense Barry Fordes
- 2002 : Treading Water : The Security Guard
- 2002 : Crazy as Hell : Orderly
- 2002 : Hansel and Gretel (en) de Gary J. Tunnicliffe (en) : Raven (voix)
- 2006 : Just for Laughs (série télévisée)
- 2006 : Leila : Leila's Uncle
- 2025 : À bout (Straw) de Tyler Perry : Benny

### Producteur
- 1991 : Sinbad and Friends: All the Way Live... Almost! (TV)
- 1995 : Soul Music Festival: Part I (TV)
- 1996 : 70's Soul Music Festival: Part 2 (TV)
- 1996 : Président junior (First Kid)
- 1996 : The Cherokee Kid (TV)
- 1998 : Soul Music Festival: Part IV (TV)
- 1999 : Soul Music Festival: Part 5 (TV)
- 2006 : Leila
- 2006 : Coda